# Pseudorhipsalis himantoclada
Pseudorhipsalis himantoclada ist eine Pflanzenart in der Gattung Pseudorhipsalis aus der Familie der Kakteengewächse (Cactaceae). Das Artepitheton himantoclada leitet sich von den griechischen Worten himas für ‚Riemen‘ sowie klados für ‚Zweig‘ ab und verweist auf die Form der Triebabschnitte der Art.

## Beschreibung
Pseudorhipsalis himantoclada wächst strauchig mit bis zu 1 Meter langen Trieben. Die flachen Triebabschnitte sind aufrecht oder gebogen und verjüngen sich zur Basis und zur Spitze. Sie sind weniger als 3 Zentimeter breit, leuchtend grün, glänzen und besitzen im Jugendstadium einen rötlichen Spitzenbereich. Die Mittelrippe ist deutlich ausgeprägt. Die Ränder sind gezähnt. Die Seitentriebe werden nicht mehr als 20 Zentimeter lang.
Die einzeln erscheinenden, etwas ausgebreiteten Blüten sind 26 Millimeter lang. Die äußeren Blütenhüllblätter sind bräunlich oder rötlich, die inneren weißlich. Die kleinen Früchte sind rot.

## Verbreitung, Systematik und Gefährdung
Pseudorhipsalis himantoclada ist in Costa Rica, Panama und Kolumbien in Höhenlagen von bis zu 600 Metern verbreitet.
Die Erstbeschreibung als Rhipsalis himantoclada wurde 1908 von Robert Roland-Gosselin veröffentlicht. Nathaniel Lord Britton und Joseph Nelson Rose stellten die Art 1923 in die Gattung Pseudorhipsalis. Weitere nomenklatorische Synonyme sind Wittia himantoclada (Rol.-Goss.) Woodson (1958) und Disocactus himantocladus (Rol.-Goss.) Kimnach (1961).
In der Roten Liste gefährdeter Arten der IUCN wird die Art als „Near Threatened (NT)“, d. h. als gering gefährdet geführt.

## Nachweise